# Gabriela Cabezón Cámara
Gabriela Cabezón Cámara (San Isidro, 4 de noviembre de 1968) es una escritora y periodista argentina. Además es activista feminista y socioambientalista.
Publicó tres novelas: La Virgen Cabeza (2009), que le valió el reconocimiento literario continental y sentó las bases de su estilo, Las aventuras de la China Iron (2017), que trató la literatura gauchesca desde una perspectiva feminista y queer y cuya versión al inglés fue nominada al Premio Booker Internacional, y Las niñas del naranjel (2023), sobre el personaje histórico de la monja Alférez y la conquista de América, que obtuvo el Premio Ciutat de Barcelona de Literatura en lengua castellana.
Sus artículos han sido publicados en distintos medios, como Soy, Anfibia, Le Monde diplomatique y Revista Ñ. Trabajó, además, como editora de Cultura del diario argentino Clarín. Se desempeña como titular de la cátedra del Taller de Escritura del CINO de la carrera de Artes de la Escritura en la Universidad Nacional de las Artes.

## Biografía
Cabezón Cámara nació el 4 de noviembre de 1968 en San Isidro, provincia de Buenos Aires, Argentina. Estudió Letras en la Universidad de Buenos Aires.
En el 2006, su primer texto, «La hermana Cleopatra», fue publicado en la antología Una terraza propia, de la editorial Norma. En el 2011, publicó la novela corta Le viste la cara a Dios, acerca de la trata de blancas, que se convirtió en el primer libro digital en español en ser elegido Libro del Año por la Revista Ñ.

## Trayectoria
En el 2009, Cabezón Cámara publicó en la editorial Eterna Cadencia su primera novela, La Virgen Cabeza, que narra la historia de una travesti que es venerada como una santa en una villa miseria de la ciudad de Buenos Aires. En el 2013, fue becada como escritora residente en la Universidad de Berkeley. Ese mismo año, publicó la novela gráfica Beya (Le viste la cara a Dios), que partió de su cuento homónimo y contó con ilustraciones de Iñaki Echeverría. La obra fue distinguida por el Senado de la Nación Argentina y declarada de interés social por la Legislatura de la Ciudad Autónoma de Buenos Aires. En el 2014, publicó en Eterna Cadencia su segunda novela corta, Romance de la negra rubia, que finalizó su «trilogía oscura» de novelas conformada por ella, Le viste la cara a Dios y La Virgen Cabeza.
En el año 2017, publicó en Random House su segunda novela, Las aventuras de la China Iron. La crítica destacó su reescritura queer de la literatura gauchesca. Además, fue elegida entre los libros del año por la edición en español del New York Times y el diario El País. Su traducción al inglés fue hecha en conjunto por Iona Macintyre y Fiona Mackintosh y publicada con el título de The Adventures of China Iron por la editorial Charco Press. Dicha edición fue nominada al Premio Booker Internacional en el 2020. El jurado del premio la consideró «una maravillosa reelaboración feminista y queer de un mito fundacional americano (…) con un lenguaje y una perspectiva tan frescos que cambian 180 grados la idea de lo que una nueva nación americana podría ser». Su adaptación cinematográfica fue anunciada ese mismo año. En el 2022, el texto fue una de las cinco obras finalistas del Premio Montluc Resistencia y Libertad.
En el 2023, publicó su tercera novela, Las niñas del naranjel, acerca de la monja española Catalina de Erauso, quien participó de la conquista de América travestida como hombre. En enero del 2024, el texto le valió el premio Ciudad de Barcelona. Ese mismo año, Cabezón Cámara recibió el Premio Konex de Platino en la categoría de Novela por el período comprendido entre los años 2014 y 2017. El 28 de octubre, la novela obtuvo el Premio Sor Juana Inés de la Cruz que otorga la Feria Internacional del Libro de Guadalajara. Al mes siguiente, Las niñas del naranjel recibió los premios Fundación Medifé Filba y Perfil a Mejor Obra de Ficción.

## Estilo
Los mundos ficcionales de Cabezón Cámara están ocupados por villeros, víctimas de trata de personas y okupas. Sus tramas literarias tienen mucha movilidad y sus narradoras construyen su discurso al margen del principio identitario de unidad, y por ello los personajes cambian, tanto por contingencia como por elección, y en un instante transforman el signo definitivo de sus vidas. Sus novelas tiene como escenario lugares reconocibles y violentos, que tienen como fuente principal y disparador del relato el hecho periodístico y la noticia del género policial.
Su literatura tiene como protagonistas, entre otras, a una mujer trans fanática religiosa, a una cronista de policiales y a una víctima de la trata de personas para la explotación sexual. Por la mezcla de personajes, clases sociales e identidades sexuales, su literatura es considerada una apuesta queer. Su estilo narrativo mezcla contenidos de la realidad (desde las villas de emergencia a las redes sociales) con expresiones de la literatura clásica, del género gauchesco, del lenguaje popular y cierto humor negro.
Una de las preocupaciones de Cabezón Cámara en relación con el sufrimiento de los otros es lo que le sucede a las mujeres en situación de objeto de prostitución, a lo que describe como «ser violada las 24 horas». Su personaje principal en la novela La Virgen Cabeza se va a vivir a una villa donde encuentra afectos. Por otra parte, cabe señalar que la referencia a la Virgen es reivindicatoria del lugar de la mujer, ya que la iglesia legitima esta imagen solo como esposa, madre y defensora de «sus maridos: Dios, el papa, y el Espíritu Santo». En consecuencia, podemos afirmar que en su obra se cuestionan las diferentes clases sociales y las imágenes sobre las que se sostiene la cultura patriarcal y mediante sus escritos mezcla las relaciones igualitarias en ámbitos públicos y, posteriormente, su disolución.
Entre las principales influencias que definieron su vocación y estilo, Cabezón Cámara ha reconocido a Patricia Highsmith, Rodolfo Walsh, Néstor Perlongher y Osvaldo Lamborghini como algunas de ellas.

## Obra

### Novela
- 2009: La Virgen Cabeza
- 2014: Romance de la negra rubia[53] (Ed. Eterna Cadencia, Argentina)
- 2017: Las aventuras de la China Iron[54][55]
- 2023: Las niñas del naranjel (Ed. Penguin Random House)

### Cuento
- 2011: Le viste la cara a Dios[56]
- 2015: Sacrificios[56]

### Novelas gráficas
- 2013: Beya (Le viste la cara a Dios)[56]
- 2015: Y su despojo fue una muchedumbre[56]

## Reconocimientos
- 2024: Premio Ciudad de Barcelona por Las niñas del naranjel.[57]
- 2024ː Premio Konex de Platino en la categoría de Novela por el período 2014-2017.[43]
- 2024: Premio Sor Juana Inés de la Cruz por Las niñas del naranjel.[58]
- 2024: Premio Fundación Medifé Filba por Las niñas del naranjel.[59]
- 2024: Premio Perfil a Mejor Obra de Ficción por Las niñas del naranjel.[60]